# Pivovar Lipnice nad Sázavou
Pivovar Lipnice nad Sázavou stál na okraji obce Lipnice nad Sázavou.

## Historie
V listopadu roku 1370 získalo lipnické měšťanstvo od krále Karla IV. várečné právo. V roce 1594 vznikl panský pivovar. Protože lipnické měšťanstvo se vzdalo svého práva vařit a prodávat pivo ve prospěch majitele lipnického panství Jana Rudolfa Trčky z Lípy. Výměnou za to byli měšťané osvobozeni od některých povinností, byli jim sníženy odvody a dostávali z pivovaru zdarma veškeré přebytečné řídké pivo. Pivovar byl v provozu až do poloviny 20. let 20. století. Zrušen byl pravděpodobně v roce 1927.
| Přehled majitelů lipnického pivovaru                               |
| ------------------------------------------------------------------ |
| Martin z Thurnu                                                    |
| Jan Rudolf Trčka z Lípy                                            |
| královská komora                                                   |
| Matouš z Vernier                                                   |
| František Leopold z Vernier                                        |
| Antonín Matouš Josef,František Karel Rudolf a Jan Jáchym z Vernier |
| Jan Bartoloměj z Vernier                                           |
| František Bernart z Vernier                                        |
| Karel Josef st. hrabě Palm - Guldenfingen                          |
| Karel Josef Kníže Palm - Guldenfingen                              |
| Karel Josef ml. hrabě Palm - Guldenfingen                          |
| František hrabě Trautmannsdorfu                                    |
| Josefa Trautmannsdorf hraběnka z Karoly                            |
| Josef hrabě Trauttsmansdorf-Weinsberg                              |
| Ferdinand hrabě Trauttsmansdorf-Weinsberg                          |
| Bohumil Štolz                                                      |
| Aloisie Štolzová                                                   |
| Jaroslav Štolz                                                     |

## Současnost
Dnes se na místě pivovaru nachází zchátralé torzo původní budovy a pivovarský rybník.